# Demo 1989
Demo 1989 – pierwsze demo amerykańskiego zespołu doom-metalowego Solitude Aeturnus, wydane przez sam zespół w 1989 roku.

## Lista Utworów
Opracowano na podstawie materiału źródłowego.
1. "Opaque Divinity" - 06:27
2. "Mirror of Sorrow" - 07:35

## Twórcy
Opracowano na podstawie materiału źródłowego.
- Robert Lowe - śpiew
- Edgar Rivera - gitara
- John Perez - gitara
- Chris Hardin - gitara basowa
- Lyle Steadham - perkusja